# Pidhirne (obwód chmielnicki)
Pidhirne (ukr. Підгірне, do 1966 ukr. Жеребки, pol. Żerebki) – wieś na Ukrainie od 2020 w  rejonie chmielnickim obwodu chmielnickiego.
Do 2020 w rejonie starokonstantynowskim.